# Katerina Tsavalou
Katerina Tsavalou (Κατερίνα Τσάβαλου), född 1977, är en grekisk skådespelerska.

## Roller (i urval)
- (1996) - Logo Timis
- (2001) - Kato Apo Tin Akropoli TV-serie
- (2003) - I Triti Nixta
- (2004) - Hardcore

## Fotnoter
1. 1 2 3 4  läs online, www.iasmos.net .[källa från Wikidata]